# Chiesanuova (San Marino)

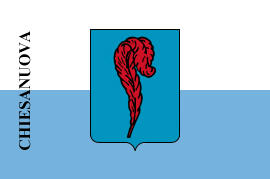
Flagge von Chiesanuova

Chiesanuova ist eine Gemeinde (italienisch Comune, san-marinesisch Castello) in der Republik San Marino. 

## Geografie
Chiesanuova hat 1.172 Einwohner und eine Fläche von 5,46 km². Der Ort liegt im Südwesten der Republik am Fluss Rio San Marino (auch Torrente San Marino genannt), der die Grenze zu Fiorentino und (teilweise) San Marino bildet und später in die Marecchia mündet.
Der Ort grenzt an die san-marinesischen Gemeinden Fiorentino und San Marino sowie an die italienischen Gemeinden Sassofeltrio (Provinz Pesaro und Urbino), Verucchio und San Leo (beide in der Provinz Rimini).
Zu Chiesanuova gehören die Ortsteile (italienisch Frazione, san-marinesisch Curazie) Caladino (400 m s.l.m.), Confine, Galavotto, Molarini, Poggio Casalino, Poggio Chiesanuova (500 m) und Teglio.

## Geschichte
Chiesanuova, dessen ursprünglicher Name Pennarossa (rote Feder) war und das eine rote Feder im Wappen führt, trat 1320 freiwillig der Republik San Marino bei. Zunächst hieß das Gebiet Busignano (bzw. Castello di Busignano, aus dem Latein: Bucinius, einem Personennamen). Chiesanuova (dt. Neukirche) erhielt im 16. Jahrhundert den heutigen Namen, als die ursprüngliche Kirche  Chiesa di San Giovanni Battista in Curte wieder aufgebaut wurde. Die heutige Kirche steht nicht mehr am selben Ort und wurde von Gino Zani im Jahre 1961 in romanischem Stil entworfen.

## Wirtschaft
Die Wirtschaft der kleinen Gemeinde ist stark landwirtschaftlich geprägt.

## Sport
Chiesanuova ist mit der Mannschaft des SS Pennarossa in der Liga Campionato Sammarinese di Calcio vertreten.

## Gemeindepartnerschaften
- Verucchio (Provinz Rimini), Italien, seit 2011[6]

## Bilder

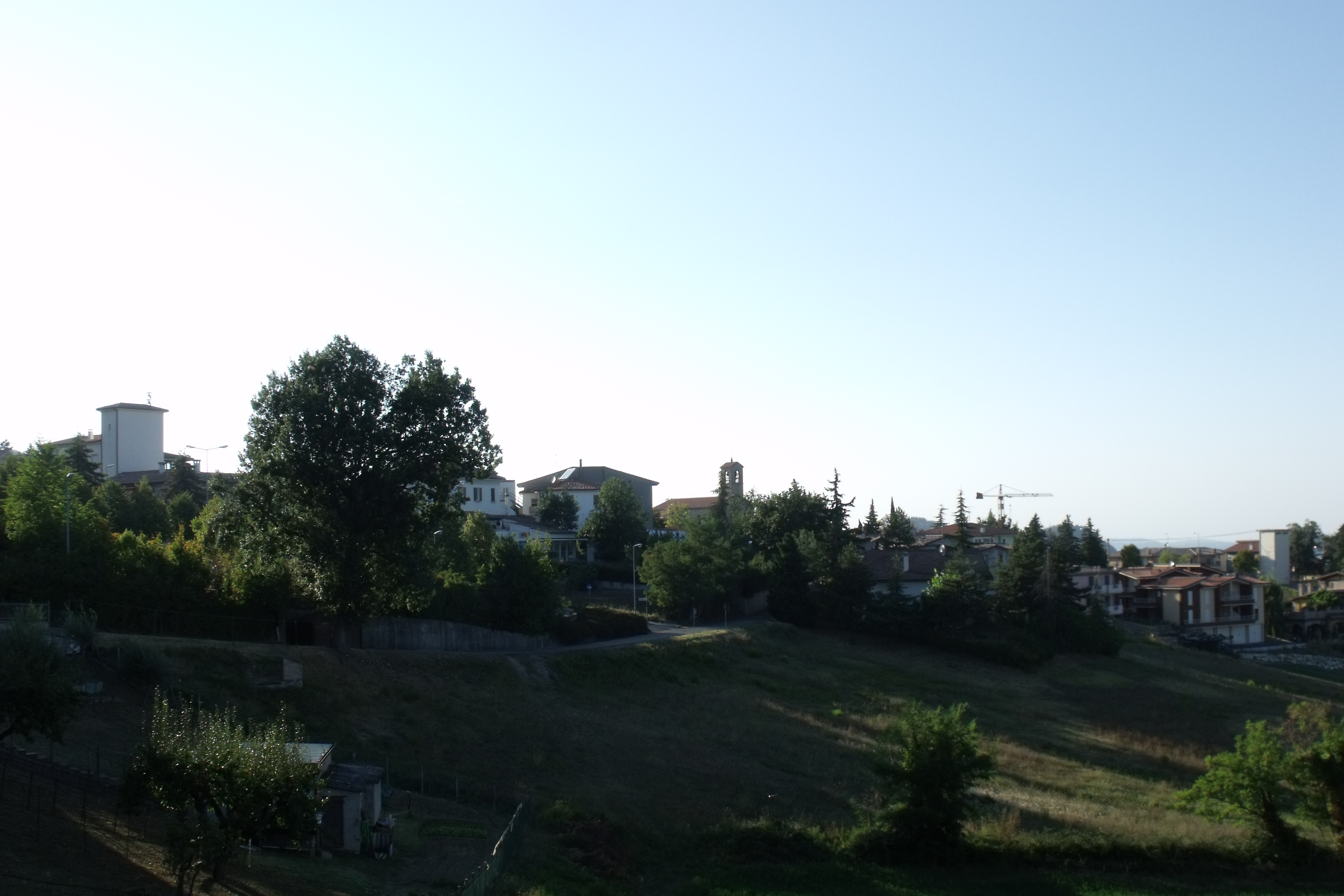
Panorama von Chiesanuova
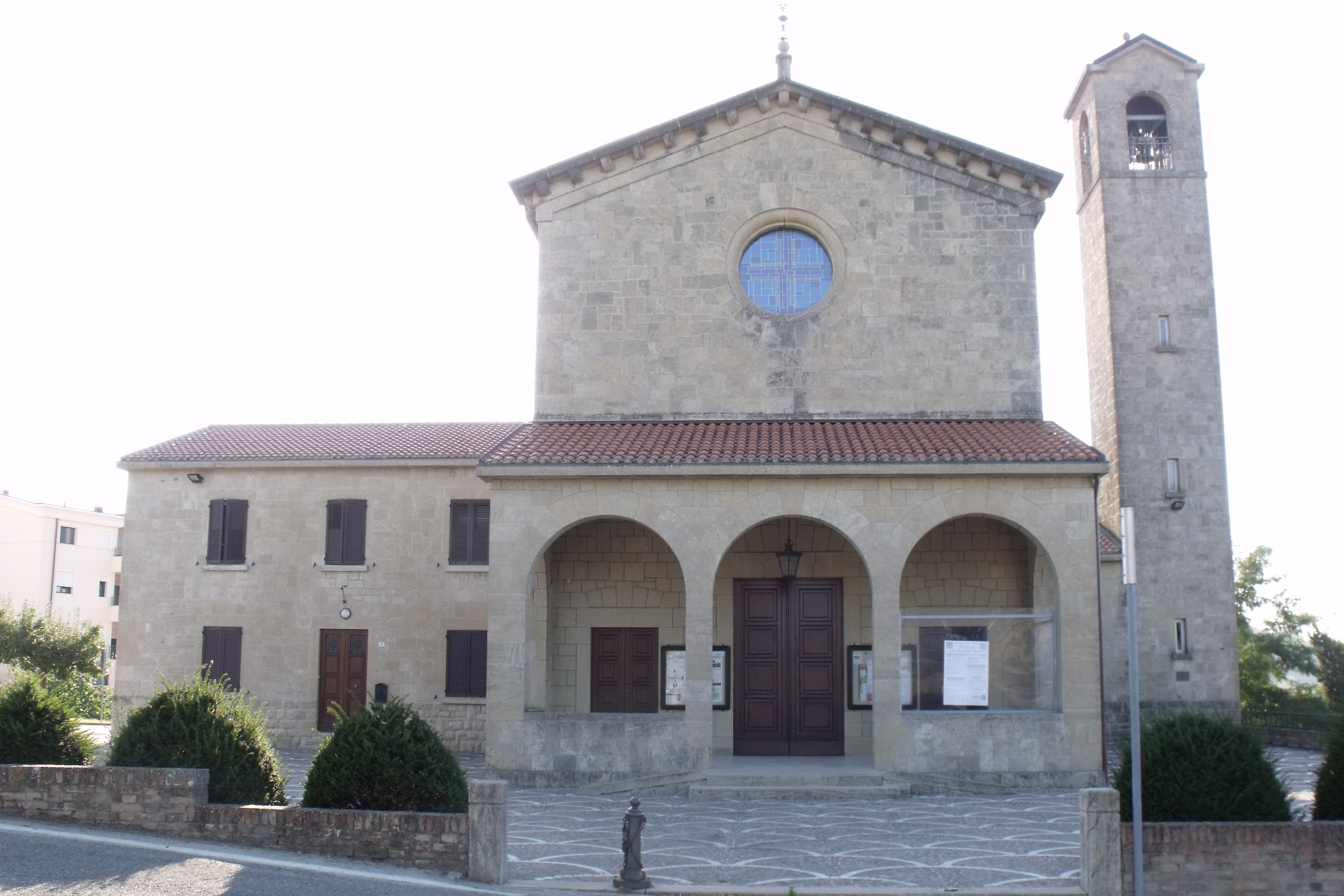
Die durch Gino Zani entworfene Kirche in Chiesanuova